# Archiserratula
Archiserratula es un género perenne de planta herbácea a subarbustiva monoespecífica de la familia Asteraceae. Es estrictamente endémica de Chinay su única especie es Archiserratula forrestii.

## Descripción
Se trata de un género herbáceo o subarbustivo, perenne, con un tallo, erecto, ramificado, y folioso en toda su longitud.  Las hojas son enteras, con conductos resiniferos reticulados. Los capítulos, homógamos, son solitarios en el ápice de las ramas. El involucro tiene sus brácteas imbricadas, con ápices agudos o apiculados, mientras el receptáculo es cilíndrico a obconico, con flósculos hermafroditos. Las cipselas son de contorno elipsoide-cilíndrico, lisos y glabros, con el reborde de la placa apical denticulado y con un Vilano simple de numerosas filas de pelos cerdiformes no connados en un anillo, y pinnados al menos en su parte distal.

## Distribución y hábitat
Crece en los pastizales en las laderas de las montañas, en grietas de las rocas, de 1300 a 2000 m de altitud, en la Provincia  China de Yunnan.

## Taxonomía
Archiserratula fue creado y descrito por L.Martins y publicado en Taxón, vol 55, p. 973, 2006. Anteriormente, su única especie estaba incluida en el género Serratula.
Etimología
- Atrchiserratula: neologismo construido con el prefijo de origen griego άρχί, más importante, destacado, superior y Serratula, prestado del latín serrātǔla, -ae, del verbo serro, -āvi, -āre, serrar, y que en la Historia Naturalis de Plinio el Viejo (25, 84) erá la 'betónica' (Stachys officinalis), por sus hojas aserradas/denticuladas y que, por confusión, los autores botánicos prelinneanos confundieron con Serratula tinctoria.[7][8] O sea, 'Serratula destacada, superior'.

Sinonimia
- Serratula sect. Suffruticosae Iljin, 1928